# Kálmán Tihanyi
Kálmán Tihanyi (n. 28 aprilie 1897, Zbehy, Țările Coroanei Sfântului Ștefan, Austro-Ungaria – d. 26 februarie 1947, Budapesta, Republica Ungară⁠(d)) a fost un fizician maghiar, inginer-electrician și inventator. Este unul dintre primii pionieri ai televiziunii electronice a contribuit semnificativ la dezvoltarea tuburilor catodice (CRT), care au fost cumpărate și dezvoltate ulterior de Radio Corporation of America (mai târziu RCA). Prin îmbunătățirea sistemului tubului catodic, a fost brevetat în 1928 radioskop-ul, primul televizor electronic, în Germania și Ungaria. Sistemul său de televiziune de înaltă definiție se bazează pe o soluție ingenioasă pe care a dezvoltat-o, cunoscută sub numele de acumulare de sarcină sau stocare de sarcină. Acest brevet este înregistrat acum în Registrul internațional UNESCO Memoria Lumii. Kálmán Tihanyi a inventat și a proiectat în Marea Britanie prima aeronavă automată fără pilot din lume (dronă). A mai inventat camera termică cu vedere nocturnă, conceptul de televizor cu plasmă care poate fi agățat de perete și primul ecran plat.

## Biografie

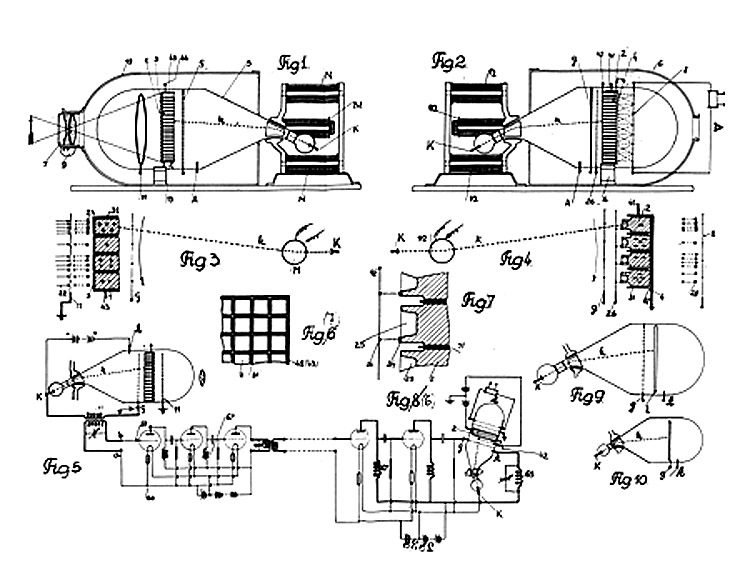
Brevetul din 1926 al radioskop-ului lui Kálmán Tihanyi

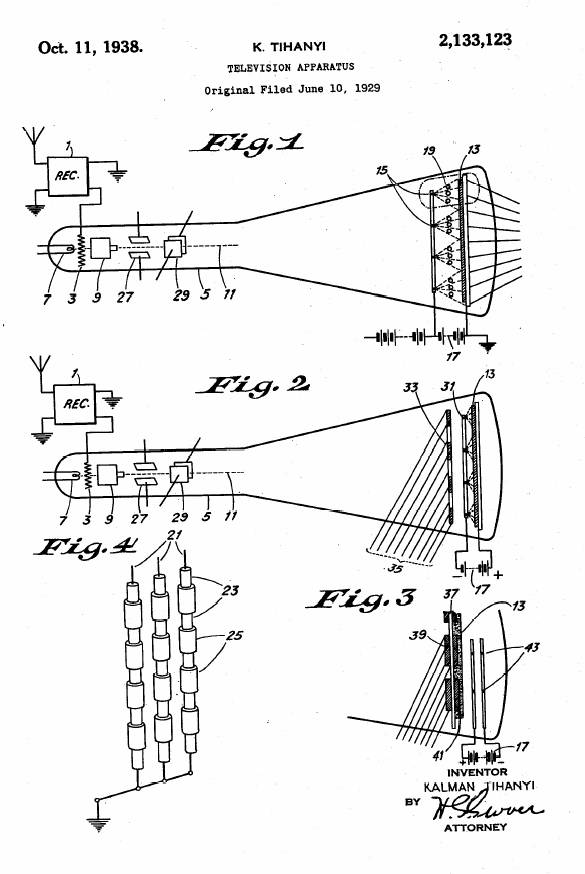
Unul dintre brevetele lui Kálmán Tihanyi

S-a născut la 28 aprilie 1897, la Üzbég, Regatul Ungariei, Austro-Ungaria, azi în Zbehy, Slovacia.
A studiat la Universitatea de Tehnologie și Economie din Budapesta din Budapesta. Tihanyi a studiat ingineria electrică și fizică la Școala Electrotehnică din Pozsony (în germană: Preßburg, astăzi: Bratislava) și Budapesta.  La 2 aprilie 1913 a încheiat prima afacere cu o companie din Viena care a achiziționat o nouă invenție a sa privind iluminatul stradal central cu lămpi. S-a alăturat armatei în 1916 ca voluntar.
Este unul dintre primii pionieri ai televiziunii electronice a contribuit semnificativ la dezvoltarea tuburilor catodice, care au fost cumpărate și dezvoltate ulterior de Radio Corporation of America și Loewe și Fernseh AG din Germania.
La 20 martie 1926, el a depus primul său brevet de televiziune. Având patruzeci și două de pagini, documentul despre Radioskop a elaborat teoria stocării sarcinilor, precum și sistemul de televiziune cu tub catodic descris în mai multe variante, cum ar fi transmisia prin cablu, fără fir și color. Planurile sale de televiziune au fost brevetate la 11 iunie 1928 și 10 iulie 1928, în Ungaria și, respectiv, în Germania.  Problema sensibilității scăzute la lumină a fost rezolvată odată cu introducerea tehnologiei de stocare a încărcăturii de către Kálmán Tihanyi. Stocarea sarcinii rămâne un principiu de bază în proiectarea dispozitivelor de imagine pentru televiziune până în prezent.
În 1929, a inventat prima cameră de televiziune electronică sensibilă la infraroșu (cu vedere nocturnă) pentru apărarea antiaeriană din Marea Britanie.
În 1936 a descris pentru prima dată în lume principiul televizorului cu plasmă și a conceput primul sistem de televiziune cu ecran plat.  Potrivit lui Tihanyi, la astfel de televizoare există un singur „punct de transfer”, care se deplasează cu o viteză extraordinară în spatele celulelor asamblate pe un panou subțire. În funcție de tensiunea aplicată, „punctul de transfer” se va deplasa de-a lungul diferitelor nivele ale ecranului.
A decedat la Budapesta, Republica Ungaria în 1947, în vârstă de 49 de ani, din cauza unui al doilea infarct miocardic fatal ca urmare a programului său de lucru de 16 - 17 ore pe zi.

## Galerie de imagini

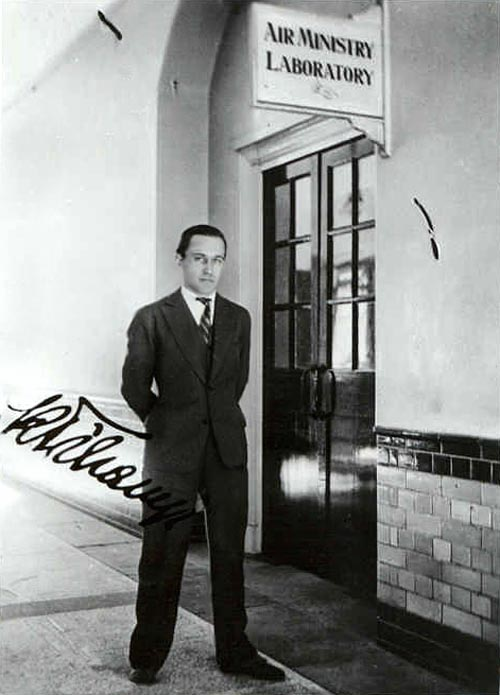
Laboratorul lui Kálmán Tihanyi, Ministerul britanic al Apărării
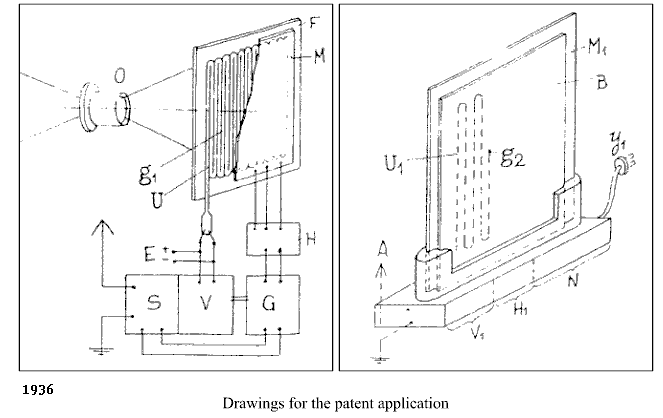
Brevetul din 1963 al monitorului cu plasmă
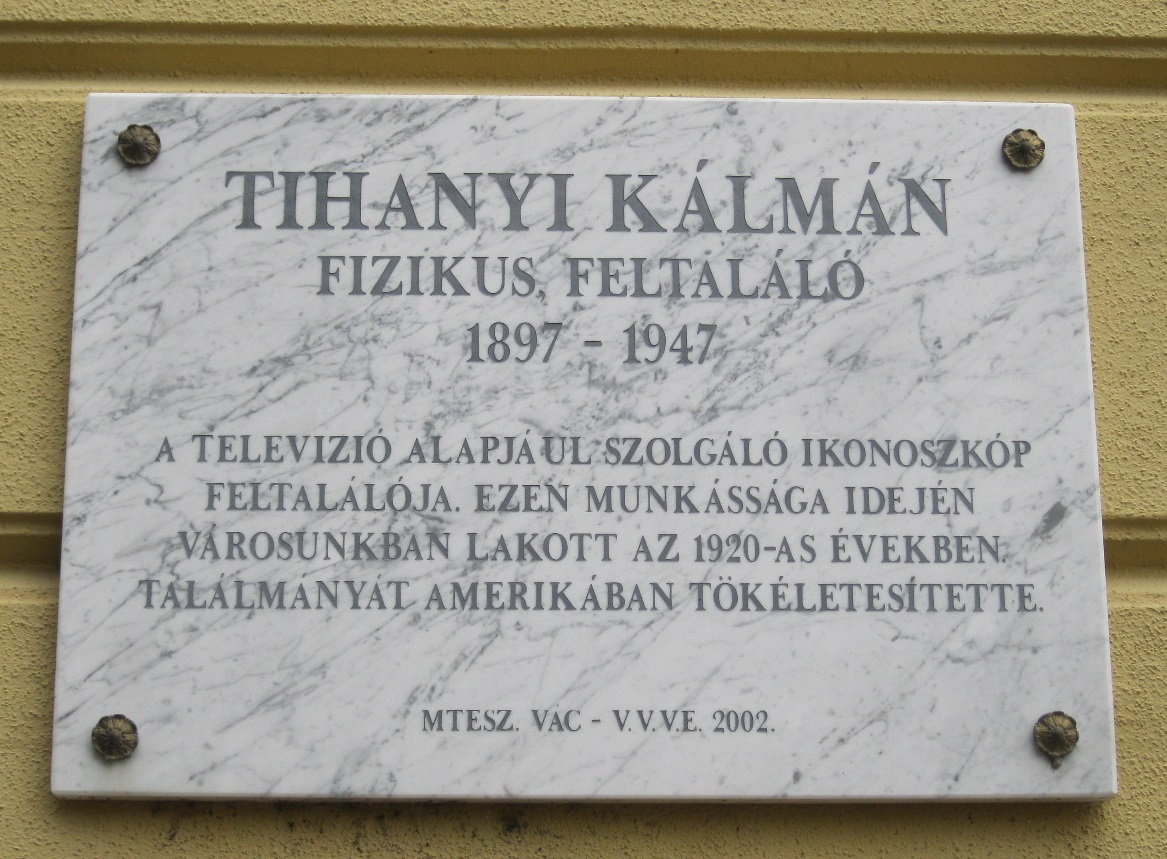
Placă comemorativă